# Ghiacciaio Honnør
Il ghiacciaio Honnør è un ghiacciaio situato sulla costa del Principe Harald, nella Terra della Regina Maud, in Antartide. Il ghiacciaio scorre verso nord fino a gettarsi nella parte orientale della baia di Lützow-Holm, a nord dei picchi Byvågåsane.

## Storia
L'area in cui si trova questa formazione fu descritta per la prima volta da parte della spedizione norvegese comandata da Lars Christensen e svoltasi nel 1936-37, che, nel luogo dove è presente ora il ghiacciaio, trovò anche una lingua di ghiaccio che si estendeva sul mare battezzandola Honnørbrygga (in norvegese: "il molo d'onore"). Successive ricognizioni effettuate durante una spedizione di ricerca antartica svoltasi nel periodo 1957-62, rivelarono però la lingua di ghiaccio si era spaccata, lasciando solamente il ghiacciaio, che la spedizione decise di battezzare con un nome che richiamasse quello della non più esistente lingua.